# Ljuset från Lund
Ljuset från Lund är den tredje långfilmen med Nils Poppe som den snusförnuftige Sten Stensson Stéen. Filmen spelades in 1955 i regi av Hans Lagerkvist och blev en publiksuccé. I den här filmen ger sig Stensson i kast med den moderna barnpedagogiken.

## Om filmen
Filmen premiärvisades på biograf Spegeln i Stockholm den 26 december 1955. Som förlaga har man använt rollfiguren Sten Stensson Stéen från pjäsen Sten Stensson Stéen från Eslöf av John Wigforss. Filmen spelades in vid Filmstaden i Råsunda och i Lund. Den har visats vid ett flertal tillfällen på SVT, bland annat i januari 2019.

## Rollista i urval
- Nils Poppe – Sten Stensson Steen
- Ludde Juberg – Sten Stenssons far
- Jullan Kindahl – Sten Stenssons mor
- Ann-Marie Gyllenspetz – Anna, servitris
- Karl-Arne Holmsten – Bengt Lundberg
- Kenneth Hultberg – Pelle, Annas bror
- Carl Ström – dekanus
- Helge Hagerman – Josua Carlander, professor
- Anders Ekman – Lennart, hans son
- Naemi Briese – fröken Signe, servitris
- Per Björkman – Jönsson
- Harry Ahlin – Rosenblom, vaktmästare på Fridhem
- Georg Skarstedt – Sigurdsson, rektor för Fridhem
- Olav Riégo – Bisterkvist, rektor för Mörkhagens internatskola
- Svea Holst – fru Wallin.  ● Kent Nejdeberg- Spelar en liten pojke som busar i filmen  när han var 10 år .

## Filmmusik i urval
- Bröllopsmarsch, kompositör Felix Mendelssohn-Bartholdy
- Dixieland, kompositör Ernie Englund
- SF-Jour!nalens signaturmelodi, kompositör Jules Sylvain
- Blinka lilla stjärna där, text Betty Ehrenborg-Posse till fransk melodi
- Studentsången (Sjungom studentens lyckliga dag), kompositör Prins Gustaf, text Herman Sätherberg